# Canon sans recul M40

Le canon sans recul M40 (en anglais M40 recoilless rifle) ,, est un canon sans recul de 105 mm fabriqué aux États-Unis à partir de 1953. Destiné à la lutte antichar, il peut également être utilisé dans un rôle antipersonnel avec l'utilisation de fléchettes anti-personnelles.

## Développement
Le premier canon sans recul M27 était une arme de 105 mm développée au début des années 1950 et utilisée pendant la guerre de Corée. Bien qu'un canon sans recul de ce calibre soit un concept depuis la Seconde Guerre mondiale, l'arme a été produite à la hâte avec le début de la guerre de Corée. La rapidité avec laquelle il a été développé et mis en service a entraîné des problèmes de fiabilité causés par des tourillons montés trop loin à l'arrière. Le M27 était également considéré comme trop lourd par l'armée américaine et avait une portée efficace décevante. Prenant le M27 comme base pour une nouvelle conception, l'armée a développé une version améliorée du M27 qui a été désignée comme canon sans recul M40 de 106 mm en 1955.

## Description

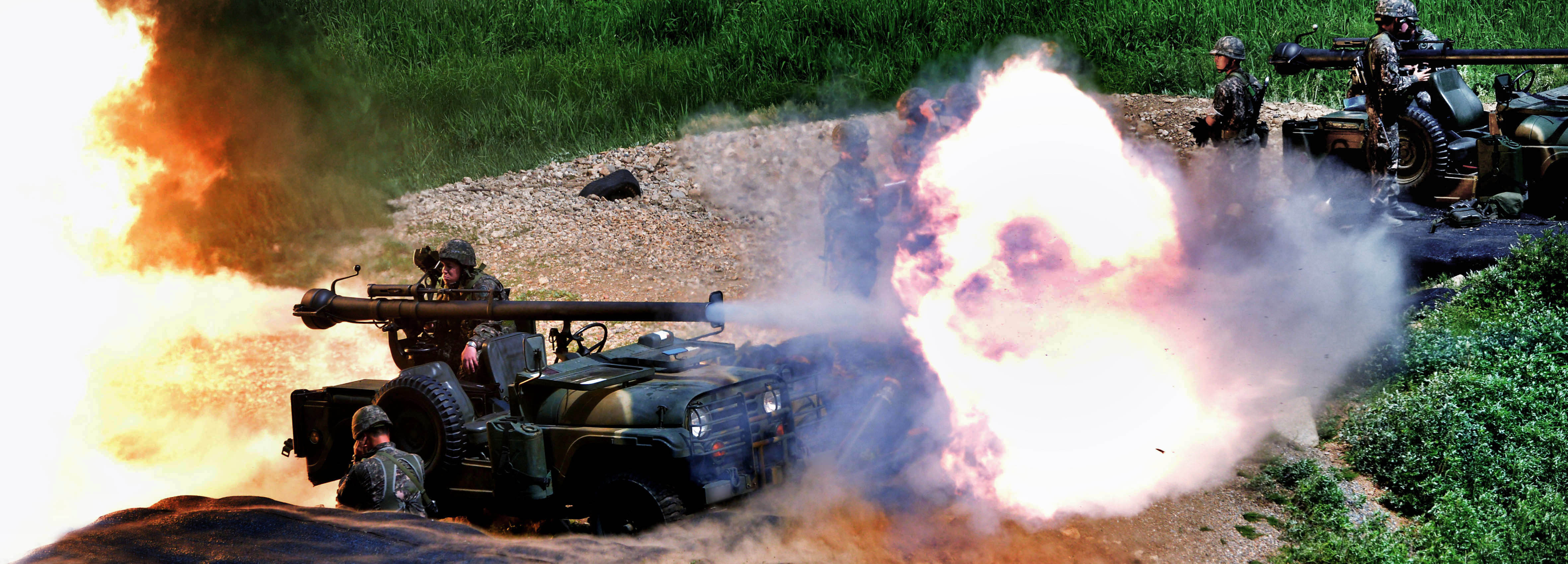
Le souffle généré par l'expulsion de ce canon sans recul M40 de l’armée sud-coréenne monté sur un 4x4 Asia Motors est dangereux dans un cône de plus de 30 mètres derrière le lanceur.

Le calibre était généralement donné comme étant de 106 mm mais est en fait de 105 mm ; la désignation 106 mm vise à éviter toute confusion avec les munitions incompatibles du canon M27, projet de canon sans recul de 105 mm abandonné peu de temps après sa mise en service. L'arme, mono-coup, refroidie par air et chargée par la culasse, est utilisée principalement avec un affut à roues ou montée sur un véhicule. Elle a été conçue uniquement pour le tir direct et possède un matériel de visée adapté, dont une arme de pointage superposée au canon. 
Un véhicule spécial appelé M50 Ontos transportait six M40 équipé généralement d'obus à fléchettes. Il n'était utilisé que par le Corps des Marines des États-Unis. Le Japon a produit un canon automoteur appelé Type 60, qui en transportait deux côte à côte. En 2021 l'armée Vénézuélienne a présenté un véhicule assez atypique car il s'agissait d'une nouvelle version du Ontos. Le nouveau véhicule est constitué de 6 canons M40 installé sur un châssis modifié de AMX-13, la visée s'effectue avec un viseur PSO-1 qui est le viseur que l'on retrouve sur le SVD. 
Le M40 a été un produit d'exportation très réussi et continue d'être utilisé au début du 21e siècle par la Corée du Sud, l'Équateur, l'Estonie, la Grèce, le Honduras, l'Iran, le Liban, la Malaisie, le Mexique, le Maroc, les Philippines, Taiwan, la Turquie, la Colombie, le Venezuela et bien d'autres, comme ainsi que les forces antigouvernementales dans la guerre civile libyenne et la guerre civile syrienne. 
Remplaçant le canon sans recul M27, le M40 a été utilisé par les britanniques durant la crise de Suez en 1956,  les français durant la guerre d'Algérie puis pendant la guerre du Viêt Nam et lors de divers conflits par la suite en Afrique, Asie et Amérique latine. Il a été remplacé par le missile antichar BGM-71 TOW au sein des forces armées des États-Unis.